# Didimo (nome)
Didimo  è un nome proprio di persona italiano maschile.

## Varianti
- Femminili: Didima

### Varianti in altre lingue
- Catalano: Dídim
- Esperanto: Didimo
- Francese: Didyme
- Greco antico: Δίδυμος (Didymos)[1]
- Greco moderno: Δίδυμος (Didymos)
- Latino: Dydimus
- Polacco: Dydym, Dydymus
- Portoghese: Dídimo
- Russo: Дидим (Didim)
- Sloveno: Didim
- Spagnolo: Dídimo

## Origine e diffusione
Deriva dal nome greco Didymos, basato sull'aggettivo δίδυμος (didumos, didymos, "doppio", "gemello"), quindi "fratello gemello", ed ha quindi significato analogo ai nomi Tommaso e Gemello.
Il nome ha tradizione sia classica che biblica; nella mitologia greca, "Didima" e "Didimeo" erano appellativi di Artemide e Apollo, in quanto gemelli; nel Vangelo di Giovanni (11:16) è il nome con cui viene chiamato l'apostolo Tommaso.

## Onomastico
L'onomastico si può festeggiare in una qualsiasi di queste date:
- 28 aprile, san Didimo, martire con santa Teodora ad Alessandria d'Egitto sotto Diocleziano[6]
- 3 luglio, san Tommaso, apostolo[7], detto anche Didimo
- 9 ottobre, san Didimo, martire a Laodicea con i santi Diodoro e Diomede[8]

## Persone
- Didimo, cugino dell'imperatore romano Flavio Onorio
- Didimo Calcentero, grammatico e filologo greco antico
- Didimo il Cieco, teologo e santo egiziano

### Varianti
- Didymus Chalcenterus, grammatico egiziano

## Il nome nelle arti
- Didimo Chierico fu uno pseudonimo utilizzato da Ugo Foscolo, di cui parla anche nel libro Notizia intorno a Didimo Chierico.